# Переступи поріг
«Переступи поріг» (інша назва: «10-й клас») — радянський художній фільм 1970 року.

## Сюжет
Фільм про десятикласників, перші життєві випробування, виборі свого майбутнього, справжню дружбу і перше кохання.
Аліку Тихомирову все пророкують майбутнє блискучого математика. Але він «зрізається» на вступному творі. Директор школи просить ректора інституту (свого давнього приятеля) звернути увагу на здібного абітурієнта. Ректор, переконавшись, що Алік дійсно талановитий, готовий його зарахувати. Але Алік не хоче поблажок і відмовляється. Його кохана дівчина виходить заміж за іншого…

## У ролях
- Євген Карельських —  Олександр Тихомиров
- Ірина Короткова —  Олена Прохорова
- Костянтин Кошкін —  Едик Терещенко
- Наталія Ричагова —  Надя Воєводіна
- Михайло Любезнов —  Андрій Глазунов
- Ара Бабаджанян —  Юра Кондахчян
- Юрій Фісенко —  Льоня Жургін
- Ольга Науменко —  Альбіна Савицька
- Ольга Аросєва —  Віра Дмитрівна, класний керівник
- Юрій Візбор —  Віктор Васильович, директор школи
- Надія Семенцова —  мати Аліка Тихомирова
- Інна Ульянова —  мати Едіка Терещенко
- Михайло Волков —  ректор інституту
- Артем Карапетян —  архітектор Кондахчян
- Валентина Ананьїна —  бухгалтер на пошті
- Валентина Куценко —  мати Андрія Глазунова
- Клавдія Хабарова —  мати Олени Прохорової
- Дмитро Орловський —  начальник поштового відділення
- Галина Самохіна

## Знімальна група
- Сценарист — Анатолій Гребнєв
- Режисер —  Річард Вікторов
- Оператор — Андрій Кирилов
- Композитор —  Володимир Чернишов
- Художники — Семен Веледницький, Ніна Юсупова